# Marko Mušič
Marko Mušič (30 de janeiro de 1941 - ) é um dos mais bem conceituados arquitetos eslovenos da atualidade, sendo o vice-presidente da Academia Eslovena de Ciências e Artes. Possui edifícios em várias cidades, porém seus trabalhos centraram-se em Ljubljana, Zagreb e Skopje.
A família Mušič possui muitos arquitetos, a maioria influente na arquitetura eslovena do século XX, como Marjan Mušič, Nicholas Mušič e Vladimir Mušič.

## Source
- Academia Eslovena de Ciências e Artes (em esloveno)